# Brekovský hrad
Brekovský hrad byl středověký hrad, jehož zříceninu lze již zdaleka vidět při cestě mezi obcemi Strážske a Humenné. Stojí na holém kopci v západním výběžku Vihorlatských vrchů, přibližně čtyři kilometry jihozápadně od Humenného v údolí řeky Laborec nad obcí Brekov. Byl vybudován na přelomu třináctého a čtrnáctého století jako strážní hrad spolu s dalšími blízkými hrady Jasenov, Vinné a Čičava.

## Historie
Hrad byl postaven na přelomu třináctého a čtrnáctého století a patřil do soustavy hradů na uhersko-polské cestě. V první polovině patnáctého století bylo zesíleno jeho opevnění a krátce poté sehrál významnou roli ve vnitropolitických zápasech, zejména v roce 1466, kdy se pod jeho hradbami střetla vojska krále Matyáše Korvína a jeho odpůrce, polského krále Kazimíra IV. V letech 1484–1488 byl v rukou Zápolských, kteří hrad rozšířili a dále posílili jeho opevnění. V polovině šestnáctého století se jeho majitel František Kendy přidal ke šlechtické opozici proti králi Ferdinandu Habsburskému, a proto královské vojsko po dobytí roce 1558 hrad zcela vyplundrovalo. Pozdější majitel Mikuláš Drugeth ho však roku 1575 znovu opravil a obnovil. Roku 1644 napadla hrad povstalecká vojska Juraje Rákócziho a byl opět téměř zničen. Částečná oprava obytných traktů mu pouze nakrátko vrátila život, protože ve vlnách protihabsburských stavovských povstání na konci sedmnáctého století se z něj definitivně vytratil. Od té doby hrad pustl a dochovaly se z něj pouze zbytky zdí.

### Majitelé hradu
Do roku 1248 byl majitelem Michaloviec (v té době vesnice s velkým panským statkem) Sobieslav (Zabuslo) z rodu Ludany, který byl slovanského původu. Ve středním Zemplíně měl rozsáhlé statky, jemu náležely i hrady Jasenov, Brekov a Vinné. V písemných pramenech se poprvé připomíná v roce 1307 jako „castrum Bark“ a jako jeho majitel je uváděn Peter Peten. Za věrné služby daroval hrad Karel Robert z Anjou v roce 1317 Filipovi Drugethovi spolu s dalšími majetky na východním Slovensku. Drugethovci vlastnili hrad až do roku 1486. V roce 1472 jmenoval král Matyáš za dědičného župana Spiše a za kapitána pro ochranu severovýchodních oblastí Uherska Štěpána Zápoľského. Ten v roce 1488 vystupuje jako „castellanus Castri Bark“. V dalších dvou stoletích ho střídavě vlastnili Drugethovci a obsazovala jej vojska Gabriela Bethlena, Juraje Rákocziho I. (1644) a Imricha Thokolyho, který jej dal v závěru spiknutí (1684) zbourat.

## Stavební podoba
Nejstarší jádro hradu má oválný půdorys a je umístěno na nejvyšším místě vápencového brala, k němuž se připojuje na jihozápadě věž. Tato stavební etapa je z přelomu třináctého a čtrnáctého století. Druhá stavební fáze se spojuje s rodem Drugethovců, kteří k věži přistavěli dvoutraktový palác a na severní straně nevelké předhradí. Při rozšiřování tohoto předhradí směrem na východ za Štěpána Zápoľského, byla stará hradba nahrazena novým zdivem na okraji skalní plošiny. Ve čtvrté etapě byla dobudována pozdně gotická bašta při vstupní bráně a ze západní strany k původnímu jádru přistavěna polygonální užitková budova.
Z hradu se dochovaly zdi do výšky až tří podlaží, určující zřetelně předchozí stav budov. Viditelné jsou i brány, přechod do horního hradu, který byl pravděpodobně vybaven i padacím mostem. Pivnice jsou zčásti klenuté a v západní části je jasně viditelná kuchyň s otevřeným ohništěm, výlevkou a obrovským kouřovodem. V přízemí jsou na stěně zachované zbytky nosníků krbu. Z hradní kaple se však mnoho nedochovalo. Mezi nálezy z archeologického výzkumu zemplínského muzea v Michalovcích má významné místo bohatá kolekce pozdně renesančních kachlí. Ještě důležitějším nálezem jsou nálezy keramiky a železných hrotů šípů slovanského hradiště.